# All for Nothing (Nederlandse band)
All for Nothing is een Rotterdamse band, bestaande uit vijf leden. De muziek bestaat uit punk, metal en hardcore-invloeden.

## Geschiedenis
Het debuutalbum Start At Zero werd in juli 2004 uitgebracht bij Tocado Records. Start At Zero werd geschreven als viermansformatie. De opnamen vonden plaats onder leiding van Patrick DeLabie in Studio 195 (Wernhout).
Na positieve reacties op hun debuut trad de band op met bands uit de Verenigde Staten, Nederland en Duitsland, zoals Bane, Comeback Kid en Parkway Drive.
In het najaar van 2005 voegde frontvrouw Cindy van der Heijden zich bij de gelederen en nam de lead vocals voor haar rekening. Op 26 september 2006 verliet bassist Normen Sam-Sin na 6 jaar de band. Badr van der Meijden nam zijn rol over.
Eind 2006 vonden de opnamen van het album Can't Kill What's Inside plaats in de Waterfrontstudio te Rotterdam. Het mixen gebeurde in 'de Studio' (België) en het masteren werd gedaan in de Verenigde Staten door Alan Douches.
In augustus 2007 stopten zowel gitarist Melvin Sam-Sin als bassist Badr van der Meijden om persoonlijke redenen met All for Nothing. Kort na hun vertrek werden zij vervangen door Abdulla Al-tamimi (ex-Throwing Bricks) als bassist, en Sebastiaan Buijsman (ex-Samaritan) als gitarist.
In maart 2014 begonnen ze een toer door China, waar zij met andere bands optraden. De toer eindigde op 21 april.

## Bezetting
Huidige bandleden
- Roel van der Sluis - drummer (2015- heden)
- Ernst-Jan Smits - gitarist (2002 - heden)
- Cindy van der Heijden - zangeres (2005 - heden)
- Joost van Laake - bassist (2013 - heden)
- Tim van Tilburg - gitarist (2015- heden)

Voormalige bandleden
- Richard van Liessum - drummer (2002 - 2011)
- Marcel Helder - gitarist (2002 - 2004)
- Leon van Dongen - zanger (2004 - 2005)
- Normen Sam-Sin - bassist (2002 - 2006)
- Badr van der Meijden - bassist (2006 - 2007)
- Melvin Sam-Sin - gitarist (2004 - 2007)
- Sebastiaan Buijsman - gitarist (2007 - 2012)
- Abdulla Al-tamimi - bassist (2007 - 2012)
- Jim van de Kerkhof - drummer (2011 - 2015)
- Arjan Boertje - gitarist (2013 - 2015)

## Discografie
(Gegevens volgens Discogs)
- Titelloze demo met Ernst-Jan op zang 2003
- Start at Zero (debuutalbum) 2004
- Titelloze demo met Cindy op zang 2005
- Can't Kill What's Inside (album, vinyl en cd) 2007
- Solitary (ep) 2008[4]
- Miles & Memories (album, cd) 2009
- To Live And Die For (album, cd) 2012
- What Lies Within Us (album, cd) 2014
- Minds Awake / Hearts Alive ( album, cassette , cd en vinyl) 2017